# Philibert Jambe de Fer
Philibert Jambe de Fer (wortwörtlich Philibert Eisenbein * um 1515 in Champlitte im heutigen Département Haute-Saône; † um 1566 (?) in Lyon) war ein reformierter Renaissancekomponist aus Frankreich.
Genaue Geburts- und Todesdatum sind nicht bekannt. Details über das Leben von Jambe de Fer wurden hauptsächlich über seine Publikationen überliefert. Bspw. geht man davon aus, dass er um 1566 verstorben sei, wobei er möglicherweise wie sein Glaubensbruder Claude Goudimel während der Massaker der Bartholomäusnacht von 1572 ermordet sein könnte.  
Die erste Veröffentlichung ist die Motette Salve salutaris victima für vier Stimmen von 1547. Sie erschien in Lyon, wo 1564 auch seine letzte überlieferte Komposition gedruckt wurde. Es war die Musik für die „Ankunft“ von König Karl IX., dem er auch seine Psalmvertonungen gewidmet hatte. In seinem theoretischen Werk Epitome musical von 1556 wurde erstmals in der Musikgeschichte das Instrument beschrieben, das man heute Violine nennt.

## Werke
- Les Psaumes du royal Prophète David traduits ... par Clément Marot, Jean Poitevin, M. Scève, Lyon 1555
- Epitome musical des tons, sons et accordz es voix humaines, fleustes d'Alleman fleustes à neuf trous, violes, et violons. Item un petit devis des accordz de musique; par forme de dialogue interro-gatoire et responsif entre deux interlocuteurs, P. et I., Lyon 1556
- Les 22 Octonaires du Psaumes 119, par Jean Poitevin, Lyon 1561
- Les 150 Psaumes de David à 4 et 5 voix, Lyon 1564